# エチルtert-ブチルエーテル
エチルtert-ブチルエーテル（ethyl tert-butyl ether、略称 ETBE）とは、エタノールとイソブテンから合成される化学物質である。消防法に定める第4類危険物 第1石油類に該当する。
自動車燃料に混合して使用されている。
酸触媒により ETBE を合成する反応式を下に示す。

## 特性
- 蒸気圧が低いため燃料が揮発しにくい。
- オクタン価（火花点火式エンジン用燃料のアンチノック性を表す尺度）が高いため、アンチノック性が優れている。このため、MTBEと同様、オクタン価向上剤として活用される[3]。
- 水との相溶性が低いため、水と混和しにくい。

## ガソリンへの混合の規制
ガソリンへの ETBE の混合については、日本においては揮発油等の品質の確保等に関する法律により、約8.3%wt.までとされている（明示はないが、含酸素率1.3%wt.との規制によりそのような計算となる）。

## ETBE混合ガソリンの特性

### 環境への影響
ETBE をガソリンに混合しても、蒸気圧が上昇せず、ガソリンからの燃料蒸発ガスを増加させないため、光化学スモッグの発生に影響を及ぼさない。

### 自動車部材への影響
ETBE混合ガソリンは、水分が混入しても、ETBE が水と混和して分離することがなく、水分を除去することも可能であり、ガソリンの性状は変化しない。このため、金属の腐食やゴムの劣化等が生じず、自動車の安全性や走行性能に問題を生じない。

### 消火
2008年東京消防庁は消防隊用資器材を使用した消火実験結果を以下の様に報告した。
1. エタノール濃度が高くなるほど消火に時間が必要となる。
2. エタノール含有率10%程度まではガソリンと大きな差違は無い。
3. ETEB7 の消火にはガソリンと同様な合成界面活性剤泡による消火が可能である。
4. E30 に対しては、水溶性液体用泡および水成膜泡を使用すると、合成界面活性剤泡よりも短時間で消火が可能である。
5. 泡消火後の燃料に泡放射を10秒間継続することで再着火を防止出来た。

## 人体への影響について
ETBEについて、急性毒性、発癌性などのデータ・情報が十分ではないことから、その人体への影響・毒性評価はまだ十分には明らかになっていない。
ETBEは、生物体内への蓄積性はないものの、難分解性であり、かつ、人への長期毒性の疑いがあるとされている。このため、国においては、平成18年度から2か年の予定で、ETBE導入環境整備の一環として、ETBE の化学物質リスクに関する調査研究を行うこととしている。化学物質の審査及び製造等の規制に関する法律で「第二種監視化学物質」とされていたが、法改正により一般化学物質の扱いになった。
なお、オーストラリアでは ETBE の毒性に関する知見が十分でないとして、ガソリンへの ETBE の添加を禁止している。
ETBE の吸入曝露後、代謝される際に体内では中間代謝物として発癌性物質のアルデヒド類が作られる、マウスを使った動物実験では肝臓細胞のDNA損傷を誘発すると報告された。また高濃度曝露によって、精子運動率と前進性運動精子率の低下などが認められたとの報告がある。なお、これらの有害な作用は東洋人に多いお酒に弱い体質（2型アルデヒド脱水素酵素活性欠損）によって大きくなることが示唆されると報告された。

## バイオETBE混合ガソリンの販売
バイオエタノールを原料とするETBEはスペイン、フランス、ドイツなどで以前からガソリンに混合して使用されていたが、日本でも2007年4月27日から東京近郊を皮切りに混合ガソリンの販売が始まった。
エタノールはサトウキビなどから生成されたバイオマスエタノールを使用し、イソブテンは石油の生成過程の副産物として得られたものを使用している。
2007年4月に発売された混合燃料のETBEはフランスから輸入されたものである。
バイオエタノールを利用した燃料としてはETBEのほかに、ガソリンに直接エタノールを混合するE3方式のものが2007年夏に販売開始される予定である。